# Sekiji Sasano
Sekiji Sasano (jap. 笹野 積次, Sasano Sekiji; * 16. Dezember 1914 in der Präfektur Shizuoka; † 26. März 2004 in Kawasaki, Präfektur Kanagawa) war ein japanischer Fußballspieler.

## Karriere
Sasano spielte in der Jugend für die Waseda-Universität. Mit der japanischen Nationalmannschaft qualifizierte er sich für die Olympischen Spiele 1936 in Berlin. Er gewann im Jahr 1938 mit der Waseda-Universität den Kaiserpokal. Nach seinem Abschluss wechselte er zu den Waseda WMW.

## Errungene Titel
- Kaiserpokal: 1938
- Japan Football Hall of Fame: 2016 (Japanische Fußballnationalmannschaft – Olympischen Spiele 1936)